# Kaskada, Nova Ușîțea
Kaskada (în ucraineană Каскада) este un sat în așezarea urbană Nova Ușîțea din regiunea Hmelnîțkîi, Ucraina.

## Demografie
Componența lingvistică a localității Kaskada
     Ucraineană (98,22%)
     Rusă (1,56%)
     Alte limbi (0,16%)
Conform recensământului din 2001, majoritatea populației localității Kaskada era vorbitoare de ucraineană (98,22%), existând în minoritate și vorbitori de rusă (1,56%).